# Glykosylerat hemoglobin
Glykosylerat (eller glykerat) hemoglobin (hemoglobin A1c, HbA1c , Hb1c , HgA1c eller HbA1c) är en form av hemoglobin som primärt används som ett mått på koncentrationen av glukos i blodplasman över längre tidsperioder. Det bildas icke-enzymatiskt genom exponering för glukos. 
Testning för HbA1c sker vid nefropati och retinopati främst i samband med diabetes. Då HbA1c används som diagnoskriterium för diabetes indikerar HbA1c ≥ 6,5 % (≥ 48 mmol/mol) att sjukdomen föreligger.
Inom modern diabetesvård kontrollerar man HbA1c-värdena rutinmässigt för att få ett mått på hur blodsockernivåerna legat de senaste cirka 6-8 veckorna, detta används sedan för att utvärdera behandlingen. Täta kontroller av HbA1c har visat sig ge förbättrad kontroll på sjukdomen, dock har det debatterats rörande en ensidig strävan efter låga värden..